# Vorstendom Ratzeburg
Het vorstendom Ratzeburg was een vorstendom tot de Neder-Saksische Kreits van 1648 tot 1918 binnen het Heilige Roomse Rijk. Centrum was de stad Ratzeburg in Sleeswijk-Holstein. Het vorstendom kwam voort uit het bisdom Ratzeburg.
Door paragraaf 1 van artikel 12 van de Vrede van Osnabrück van 1648 kwam het bisdom als erfelijk vorstendom en rijksleen aan de hertog van Mecklenburg-Schwerin. De rechten van Saksen-Lauenburg en andere buurstaten bleven bestaan. De met het vorstendom verbonden zetels in de Rijksdag en de Neder-Saksische Kreits bleven bestaan. Mecklenburg-Schwerin nam het vorstendom in 1653 in bezit na de afstand door de laatste administrator, Gustaaf Adolf van Mecklenburg-Güstrow.
Bij de deling van het hertogdom Mecklenburg in 1701 kwam het vorstendom aan Mecklenburg-Strelitz. Het vorstendom werd geen deel van het hertogdom Mecklenburg, maar bleef in personele unie. In 1814 werd de hoofdstad verlegd naar Schönberg.
Wettelijk kreeg het vorstendom in 1869 een eigen parlement, dat echter pas in 1906 voor het eerst bijeenkwam. In 1918 werd het gebied onderdeel van de vrijstaat Mecklenburg-Strelitz.
In 1937 werden de gemeenten Hammer, Mannhagen, Panten, Horst, Walksfelde en de Domhof in Ratzeburg, die exclaves vormden, in het kader van de Groot-Hamburgwet afgestaan aan het district Herzogtum Lauenburg.

## Regenten
- 1154-1178: Sankt Evermod
- 1178-1204: Isfried de Heilige
- 1204-1215: Philipp
- 1215-1228: Hendrik I
- 1228-1228: Lambert van Barmstede
- 1229-1235: Godschalk
- 1236-1236: Peter
- 1236-1250: Ludolf I de Heilige
- 1250-1257: Frederik
- 1257-1284: Ulrich van Blücher
- 1284-1291: Koenraad
- 1291-1309: Herman van Blücher
- 1309-1335: Markquard van Jesow
- 1335-1355: Volrad van den Dorne
- 1355-1356: Otto van Gronow
- 1356-1367: Wipert van Blücher
- 1367-1388: Hendrik II van Wittorp
- 1388-1395: Gerhard Holtorp
- 1395-1419: Detlev van Parkentin
- 1419-1431: Johan I van Trempa
- 1431-1440: Pardam van den Knesebeck
- 1440-1454: Johan II Proel
- 1454-1461: Johan III van Preen
- 1461-1466: Ludolf II Roseborg (Raceborg)
- 1466-1479: Johan IV Stalkoper
- 1479-1511: Johan V van Parkentin
- 1511-1524: Hendrik III Bergmeier
- 1524-1550: Georg van Blumenthal (1523-1550: bisschop van Lebus)
- 1550-1554: Christof I van der Schulenburg
- 1554-1592: Christof II van Mecklenburg-Schwerin (katholiek administrator; 1563-1569: aartsbisschop Riga)
- 1592-1610: Karel van Mecklenburg-Schwerin (administrator)
- 1610-1636: August van Brunswijk-Lüneburg (evangelisch administrator; 1633-1636: hertog van Brunswijk)
- 1636-1648/53: Gustaaf Adolf van Mecklenburg-Güstrow (evangelisch administrator; 1654-1695: hertog van Mecklenburg-Güstrow)